# Lõõla
Lõõla – wieś w Estonii, w prowincji Järva, w gminie Türi.